# Bitmapa

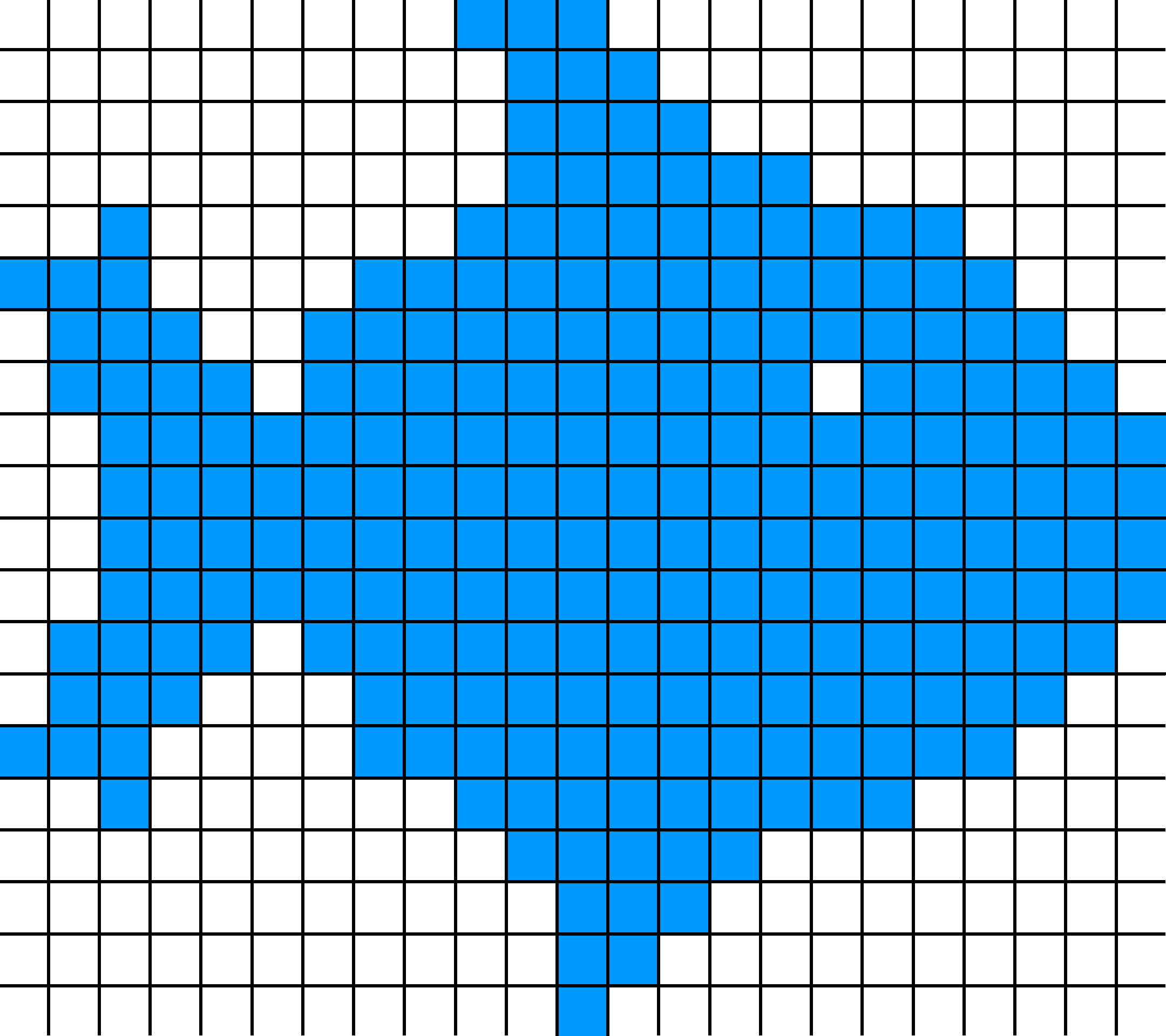
Grafika całotonalna z widoczną siatką rastra

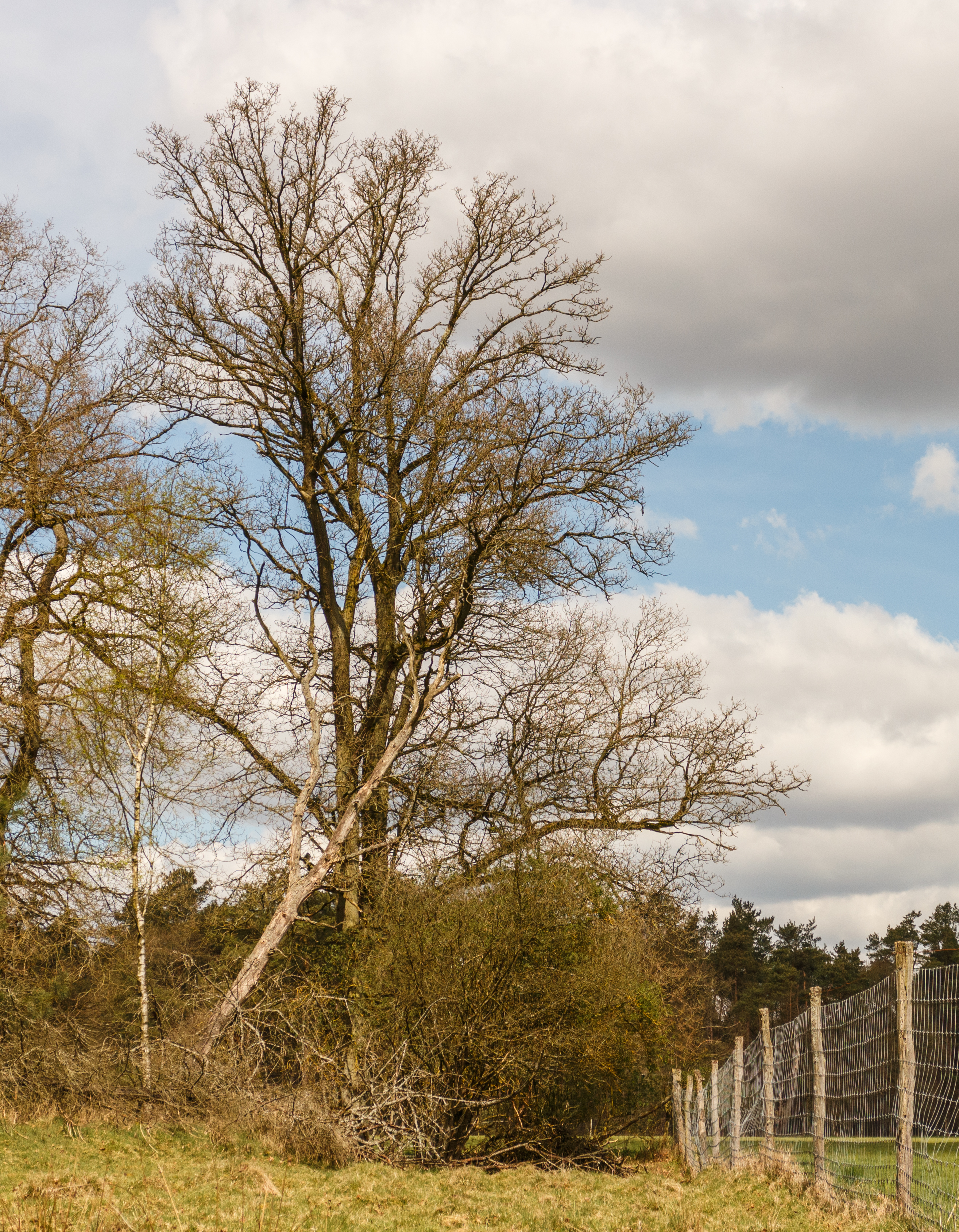
Grafika wielotonalna w postaci zdjęcia w formacie JPG

Bitmapa, mapa bitowa – obraz cyfrowy w postaci pliku wykorzystującego rastrowy sposób reprezentacji komputerowej grafiki dwuwymiarowej polegający na określeniu położenia każdego piksela obrazu oraz przypisaniu mu wartości określającej kolor w danym trybie koloru.
W węższym znaczeniu bitmapą bywa nazywany jedynie sam obraz pozbawiony ewentualnej kompresji i innych elementów dołączonych do pliku (metadanych), jak np. ścieżki, profile koloru, opis tekstowy pliku itp.

## Reprezentacja kolorów
W grafice całotonalnej (jednokolorowej) bitmapa przypisuje kolejnym pikselom stan zapalony (1) lub wygaszony (0), co jest zapisywane w postaci pojedynczego bitu. Taka grafika nazywana jest obrazem binarnym i zwykle daje się dobrze kompresować metodami bezstratnymi (np. LZW, Huffman, CCITT).
W grafice wielotonalnej bitmapa określa dokładny kolor (np. z gamy kolorów CIELab, RGB, CMYK) i położenie każdego piksela, co przy braku użycia kompresji sprawia, że jest ona bardzo dokładna i wyraźna (w porównaniu np. z formatem stratnym JPEG), lecz tworzone pliki są bardzo duże. Uzyskać można większą dokładność pod warunkiem, że dane podlegają łatwej wektoryzacji, przy zastosowaniu formatu wektorowego np. SVG. Mimo dużych rozmiarów, nieskompresowana bitmapa jest dzisiaj wykorzystywana bardzo często, zwłaszcza wewnątrz programów komputerowych, ponieważ nie wymaga przetwarzania przez żadne algorytmy. Najczęściej stosowana jest do prostych tekstur nakładanych na obiekty dwu- i trójwymiarowe.

## Kompresja
Kompresja bitmapy jest bezstratna (odwracalna), gdy po dekompresji uzyskuje się obraz identyczny z oryginałem, lub stratna, gdy z obrazu usuwane są pewne informacje w celu zmniejszenia objętości pliku. Metodami bezstratnej kompresji są np. RLE używana w plikach BMP, LZW lub ZIP używane w plikach TIFF, deflate (LZ77) – w plikach PNG, czy tryb bezstratny JPEG 2000. Kompresję stratną osiąga się zwykle przez ograniczenie palety kolorów, dzięki czemu pojedynczy piksel można opisać mniejszą liczbą bitów. Takie rozwiązanie oferują pliki GIF, a także stratny tryb TIFF. Inną formą kompresji stratnej jest usuwanie słabo zauważalnych szczegółów w celu poprawienia współczynnika kompresji, jak w przypadku stopniowalnych algorytmów JPEG (DCT) czy JPEG 2000 (kompresja falkowa). Uproszczone dane zwykle są poddawane dalszej, bezstratnej już kompresji (w przypadku JPEG algorytmem Huffmana, w przypadku GIF – LZW).